# Wilhelm Abenius (borgmästare)
Erik Wilhelm Abenius (i riksdagen kallad Abenius i Västerås), född 19 december 1825 i Västra Skedvi församling, Västmanlands län, död 4 oktober 1903 i Västerås, var en svensk borgmästare och politiker.

## Biografi
Wilhelm Abenius var son till bruksägaren Johan Abenius och bror till häradshövdingen Carl Fredrik Abenius. Han avlade examen till rättegångsverken vid Uppsala universitet 1845 och tjänstgjorde därefter bland annat som borgmästare i Säters stad 1856–1860 och Västerås stad 1865–1899. Han var också ordförande i hälsovårdsnämnden i Västerås stad och i Sala-Tillberga järnvägsaktiebolag.
Han var riksdagsledamot i andra kammaren (partilös) vid majriksdagen 1887 för Västerås och Köpings valkrets. Han invaldes inte i något riksdagsutskott och lade inte några motioner.
Abenius äktade Carolina Augusta Wilhelmina Karlström (1830–1902).